# Миллион для чайников
«Миллион для чайников» (англ. The Brass Teapot) — американский фильм режиссёра Рамаы Мосли. Сценарий фильма был написан Тимом Мэйси и был основан на сценарии одноимённого короткометражного триллера снятого Мосли в 2007 году. Премьера фильма состоялась 8 сентября 2012 года на Международном кинофестивале в Торонто. В прокат фильм вышел 5 апреля 2013 года, а в России 4 апреля того же года.
История является современным переосмыслением сюжета Властелина колец.

## Сюжет
В фильме показывается история Элис и Джона, молодой пары, у которых накопилось много долгов и совсем нет денег, чтобы их оплатить. Элис (Джуно Темпл) не может найти себе работу, а у Джона (Майкл Ангарано) никак не получается получить повышение на своей, а в итоге его оттуда просто увольняют. Однажды, когда они едут на своей машине домой, в них врезается другой автомобиль. Пока Джон разговаривает с прибывшим на место аварии полицейским, Элис замечает, как в находящуюся рядом антикварную лавку заходит пожилая женщина с красивым латунным чайником. Она входит следом за ней и крадёт его, поддавшись желанию взять этот предмет себе. Позже обнаруживается, что этот чайник обладает странным магическим свойством: из него вылетают деньги всякий раз, когда кто-нибудь, находящийся рядом, испытывает боль. После того как Элис и Джон осознают, что за вещь попала к ним в руки, им приходится решать, какие поступки они готовы совершить, чтобы получить ещё больше денег.
Мучая и избивая друг друга, пара зарабатывает деньги на новый дом, машину и прочие блага цивилизации. Их начинают преследовать братья евреи — родственники женщины, у которой они украли чайник, — а затем и их собственные близкие, заподозрившие неладное в их скором обогащении. Также на пороге их дома появляется некий китаец доктор Линг Ли, предлагающий забрать чайник и угрожающий счастью семьи и их жизням. Он не может отобрать его силой, владельцы должны расстаться с ним добровольно. Как выясняется, чайник невозможно уничтожить. Постепенно чайник приносит всё меньше денег. Джон и Элис узнают, что можно получить деньги не только физической, но и моральной болью как друг другу, так и окружающим. Элис признаётся, что до свадьбы спала с Эрни, разозлённый Джон рассказывает это его жене. Далее они начали рушить жизнь других людей, зарабатывая всё больше денег. Элис призналась Джону, что их подруга вышла замуж беременной от своего бывшего. Они решили рассказать правду, но увидев счастливую семью, к тому же подруга была беременна вторым ребёнком от мужа, у Элис проснулась совесть. Джон решил выпрыгнуть из окна пытаясь вразумить жену, что у него и вышло, они мирятся и занимаются сексом. Но от чайника избавляться не торопятся. Только когда дело доходит до убийства нескольких их знакомых, попытавшихся завладеть чайником, Джон и Элис одумались. Они передают чайник доктору Ли, дарят друзьям чек на 250 тысяч долларов и уезжают на старой машине в Мексику. Элис в это время беременна. В финале доктор Ли бросает чайник за борт корабля в глубокую воду.

## В ролях
| Актёр           | Роль               |
| --------------- | ------------------ |
| Джуно Темпл     | Элис               |
| Майкл Ангарано  | Джон               |
| Билли Магнуссен | Эрни               |
| Алексис Бледел  | Пейтон             |
| Алиа Шокат      | Луиза              |
| Бобби Мойнахан  | Чак                |
| Бен Раппапорт   | Рики               |
| Стив Парк       | доктор Ли Линг     |
| Люси Уолтерс    | Мэри               |
| Джек Макбрайер  | Джо                |
| Дебра Монк      | Труди              |
| Мэтт Уолш       | дилер антиквариата |

## Критика
Фильм получил в основном низкие оценки. На сайте Rotten tomatoes рейтинг фильма составляет всего 26 % процентов. Газета «Нью-Йорк Таймс» же раскритиковала фильм, сообщив, что несмотря на то, что главные герои фильма были весьма интересны, в самом фильме недостаточно развивается один из лучших моральных поворотов в сюжете: когда двое признаются друг другу в своих тайнах, чтобы получить деньги за причинённую боль, это куда более интересный сценарий, чем основная сюжетная линия фильма. Тем не менее, были и положительные отзывы. Так, в рецензии журнала «Вэраити», сообщается, что режиссёр фильма, Рамаа Мосли, снимает свои малобюджетные фильмы с качеством не уступающим крупнобюджетным картинам, а также имеет творческое воображение и хорошую техническую изобретательность.